# Arya Vaiv
Arya Vaiv — комп'ютерна гра 1994 року для платформ Amiga та MS-DOS . Це космічний топ-даун шутер з різноманітними бонусами та постійним потоком ворогів.